# Kirkbi
Kirkbi A/S ist eine dänische Aktiengesellschaft mit Sitz in Billund, die als Holding für die Beteiligungen und als Vehikel für die Finanzinvestments der Familie (Family-Office) von Kjeld Kirk Kristiansen, einem Enkel des Lego-Gründers und langjähriger Chef des Spielwarenherstellers, fungiert.

## Beteiligungen
Kirkbi hält (Stand 2016) die Markenrechte an Lego, 75 % an der Lego A/S (der Rest gehört der Lego-Stiftung), 100 % an Kirkbi Invest A/S, 29,9 % an Merlin Entertainment (Legoland u. a. Freizeiteinrichtungen), 31,5 % am Windpark Borkum Riffgrund 1 (das Investment entspricht einem Wert von etwa 3 Milliarden Dänische Kronen). Weitere Langzeitbeteiligungen hält Kirkbi an der dänischen Facilitymanagement-Gruppe ISS, dem privaten dänischen Feuerwehr- und Rettungsdienstleister Falck, am deutsch-amerikanischen Brandschutzunternehmen Minimax-Viking und der dänischen Drogeriemarktkette Matas sowie am Dämmstoffhersteller Armacell. Bis 2015 hielt Kirkbi eine Minderheitsbeteiligung am dänischen Hausbauer HusCompagniet. Neben Beteiligungen an Unternehmen ist Kirkbi auch in 20 Immobilien, meist Bürogebäude, in Dänemark, Großbritannien, in der Deutschschweiz, Deutschland und Tschechien involviert.
Seit 2019 ist Kirkbi ebenfalls an der NAC beteiligt. Im April 2022 investiert Kirkbi eine Milliarde Dollar in Epic Games.